# Нелин, Йеспер
Йеспер Нелин (швед. Jesper Nelin; род. 3 октября 1992, Вернаму, Йёнчёпинг) — шведский биатлонист, олимпийский чемпион в эстафете (2018) и чемпион мира в эстафете (2024).

## Биография
Изначально Нелин пробует себя в лыжном спорте, однако высоких результатов ему достичь в этом виде спорта всё никак не удавалось. Позже, в 2012 году, Йеспер Нелин переходит в биатлон, где в 2015-м году спортсмену удалось попасть в топ-20, это произошло в Эстерсунде. 
На Олимпийских играх 2018 года в Пхёнчхане выиграл золото в мужской эстафете и занял девятое место в масс-старте.
В сезоне 2018/19 занимает 46-е место в рейтинге, лучшего результата достиг в гонке преследования в декабре 2018 года, заняв 12-е место.
На чемпионате Европы 2019 стал двукратным серебряным призёром в спринте и сингл-миксте.
На чемпионате мира 2024 года в Нове-Место 31-летний Нелин стал чемпионом мира в мужской эстафете.

## Результаты на крупнейших соревнованиях

### Олимпийские игры
| Год  | Место проведения | Спринт | Гонка преследования | Индивид. гонка | Масс-старт | Эстафета | Смешанная эстафета |
| ---- | ---------------- | ------ | ------------------- | -------------- | ---------- | -------- | ------------------ |
| 2018 | Пхёнчхан         | 30     | 18                  | 24             | 9          | 1        | 11                 |
| 2022 | Пекин            | 56     | 31                  | 64             | —          | 5        | —                  |

### Чемпионаты мира
| Год  | Место проведения | Спринт | Гонка преследования | Индивид. гонка | Масс-старт | Эстафета | Смешанная эстафета | Сингл-микст |
| ---- | ---------------- | ------ | ------------------- | -------------- | ---------- | -------- | ------------------ | ----------- |
| 2016 | Хольменколлен    | 31     | 38                  | 54             | —          | 7        | 12                 | N/A         |
| 2017 | Хохфильцен       | 59     | 44                  | 54             | —          | 11       | 6                  | N/A         |
| 2019 | Эстерсунд        | 41     | 33                  | 28             | —          | 7        | 5                  | —           |
| 2020 | Антхольц         | 19     | 11                  | 42             | 19         | 10       | 11                 | —           |
| 2021 | Поклюка          | 18     | 29                  | 83             | 28         | 2        | —                  | —           |
| 2023 | Оберхоф          | 45     | 23                  | 22             | 16         | 3        | —                  | —           |
| 2024 | Нове-Место       | 25     | 41                  | 33             |            | 1        | —                  | —           |

## Награды
- Королевская медаль Его Величества за заслуги перед шведским спортом (2019)[3]

## Личная жизнь
Йеспер состоял в отношениях с Ханной Эберг с февраля 2018 года по декабрь 2020 года.
Спортсмен поддержал своего товарища Фредрика Линдстрёма, который официально завершил карьеру в 2019 году. Вместе с ним он выиграл олимпийское золото.